# Nikos Perakis
Nikos Perakis (griechisch Νίκος Περάκης; * 11. September 1944 in Alexandria) ist ein griechischer Bühnenbildner, Szenenbildner, Filmregisseur und Drehbuchautor.

## Leben
Der Sohn eines griechischen Kaufmanns wuchs in Athen auf und machte sein Abitur am dortigen Dörpfeld-Gymnasium der Deutschen Schule Athen. 1962 bis 1965 studierte er an der Akademie der Künste in München. Gleichzeitig arbeitete er als Bühnenbildner an verschiedenen Münchner Theatern und war ab 1964 Szenenbild-Assistent beim Bayerischen Rundfunk und bei der Bavaria Film.
Nach seinem Militärdienst in Griechenland kehrte er 1969 in die Bundesrepublik zurück. Er betätigte sich erneut als Bühnenbildner und kam auf diese Weise zum Film. Er entwarf die Dekoration für Filme von Volker Schlöndorff, Reinhard Hauff und anderen. 1971 war er Mitbegründer der Filmwerkstatt U. L. M. (Unabhängige Lichtspiel Manufaktur).
Ab 1972 zeichnete Perakis selbst als Regisseur und Drehbuchautor verantwortlich. Besonders die Gaunerkomödie Bomber & Paganini (1976) mit Mario Adorf und Tilo Prückner machte ihn bekannt. Seit Beginn der 1980er Jahre arbeitet er hauptsächlich in Griechenland und hat sich als Spezialist für gesellschaftskritische Komödien einen Namen gemacht. Seine Filme verbinden einen sicheren Instinkt für massentaugliche Unterhaltung mit beißender Satire und einem subtilen Blick auf griechische Realitäten.  

## Auszeichnungen
- 1984: Griechischer Staatspreis für Film für Tarnen und Täuschen
- 1988: Griechischer Staatspreis für Film für Gefährlich leben

## Filmografie
| als Regisseur und Drehbuchautor - 1972: Das goldene Ding - 1973: Die Wohngenossin - 1976: Bomber & Paganini - 1979: Milo Milo - 1982: Zwei verrückte Kinovögel (Arpa colla) - 1984: Tarnen und Täuschen (Loufa kai parallagi) - 987: Gefährlich leben (Vios ke politia) - 1997: Prostatis oikogeneias - 1999: Thilyki etaireia - 2002: I Fouska - 2003: Shedon pote (Serie) - 2003: H Lisa kai oloi oi alloi - 2005: Loufa kai parallagi: Sirines sto Egeo - 2006: Loufa kai parallagi - I seira (Serie) - 2007: Psyhraimia | als Filmarchitekt - 1967: Neapolitanische Hochzeit - 1970: Ein Wintermärchen - 1970: Abiturienten - 1971: Hallo, wer dort? - 1972: Strohfeuer - 1973: Die Verrohung des Franz Blum - 1974: Lina Braake - 1975: Berlinger - 1977: Taugenichts - 1979: Die Blechtrommel - 1981: Engel aus Eisen - 1981: Bekenntnisse des Hochstaplers Felix Krull (Fünfteiler) - 983: Eine Art von Zorn - 1985: Mania - 1987: Des Teufels Paradies |